# Glen Johnson (boxer)
Glengoffe Donovan Johnson (n. 2 ianuarie 1969, Clarendon Parish⁠(d), Middlesex County⁠(d), Jamaica) este un boxer profesionist. Este poreclit Gentleman și The Road Warrior, Johnson a fost campion IBF & The Ring la semigrea. El este cunoscut pentru victoria controversată prin KO în fața lui Roy Jones Jr..

## Rezultatele înregistrate în boxul profesionist
| 51 Victorii (35 cnocauturi, 16 decizii), 16 Înfrângere (1 cnocauturi, 15 decizii), 2 Egaluri |          |                        |     |              |            |                                                                      |                                                                                 |
| Rez.                                                                                         | Palmares | Oponent                | Tip | Runda        | Data       | Locația                                                              | Note                                                                            |
| Înfrângere                                                                                   | 54–21–2  | Avni Yıldırım          | UD  | 10           | 15/08/2015 | Mana Wynwood Convention Center, Miami, Florida, US                   | For vacant WBC Silver International light heavyweight title                     |
| Înfrângere                                                                                   | 54–20–2  | Erik Skoglund          | UD  | 10           | 13/12/2014 | MusikTeatret Albertslund, Copenhaga, Danemarca                       |                                                                                 |
| Înfrângere                                                                                   | 54–19–2  | Ilunga Makabu          | TKO | 9 (12), 2:40 | 28/06/2014 | Grand Hôtel de Kinshasa, Kinshasa, DR Congo                          | For vacant WBC International cruiserweight title                                |
| Victorie                                                                                     | 54–18–2  | Jaime Velasquez        | TKO | 4 (8), 1:59  | 21/02/2014 | Twin River Event Center, Lincoln, Rhode Island, US                   |                                                                                 |
| Victorie                                                                                     | 53–18–2  | Bobby Gunn             | UD  | 8            | 18/12/2013 | Sands Casino Resort, Bethlehem, Pennsylvania, US                     |                                                                                 |
| Victorie                                                                                     | 52–18–2  | Junior Ramos           | TKO | 2 (10), 0:37 | 19/04/2013 | Polideportivo San Martín de Porres La Romana, Republica Dominicană   |                                                                                 |
| Înfrângere                                                                                   | 51–18–2  | George Groves          | UD  | 12           | 15/12/2012 | ExCeL, Londra, Anglia                                                | For Commonwealth super middleweight title                                       |
| Înfrângere                                                                                   | 51–17–2  | Andrzej Fonfara        | UD  | 10           | 13/07/2012 | UIC Pavilion, Chicago, Illinois, US                                  |                                                                                 |
| Înfrângere                                                                                   | 51-16-2  | Lucian Bute            | UD  | 12           | 05/11/2011 | Pepsi Coliseum, Quebec City, Quebec, Canada                          | Pentru titlul IBF la supermijlocie.                                             |
| Înfrângere                                                                                   | 51-15-2  | Carl Froch             | MD  | 12           | 04/06/2011 | Boardwalk Hall, Atlantic City, New Jersey, SUA                       | Pentru titlul WBC la supermijlocie. Super Six World Boxing Classic Semi Final.  |
| Victorie                                                                                     | 51-14-2  | Allan Green            | TKO | 8 (12)       | 06/11/2010 | MGM Grand, Las Vegas, Nevada, SUA                                    |                                                                                 |
| Înfrângere                                                                                   | 50-14-2  | Tavoris Cloud          | UD  | 12           | 07/08/2010 | Scottrade Center, Saint Louis, Missouri, SUA                         | Pentru titlul IBF semigrea .                                                    |
| Victorie                                                                                     | 50-13-2  | Yusaf Mack             | TKO | 6 (12)       | 05/02/2010 | NSU Arena, Don Taft University Center, Fort Lauderdale, Florida, SUA |                                                                                 |
| Înfrângere                                                                                   | 49-13-2  | Chad Dawson            | UD  | 12           | 07/11/2009 | XL Center, HartPentru titluld, Connecticut, SUA                      | Pentru titlul WBC la semigrea.                                                  |
| Victorie                                                                                     | 49-12-2  | Daniel Judah           | UD  | 10           | 27/02/2009 | Seminole Hard Rock Hotel and Casino, Hollywood, Florida, SUA         |                                                                                 |
| Victorie                                                                                     | 48-12-2  | Aaron Norwood          | TKO | 4 (10)       | 11/11/2008 | Seminole Hard Rock Hotel and Casino, Hollywood, Florida, SUA         |                                                                                 |
| Înfrângere                                                                                   | 47-12-2  | Chad Dawson            | UD  | 12           | 12/04/2008 | St. Pete Times Forum, Tampa, Florida, SUA                            | Pentru titlul WBC la semigrea.                                                  |
| Victorie                                                                                     | 47-11-2  | Hugo Pineda            | TKO | 8 (10)       | 15/01/2008 | Bally's Park Place Hotel Casino, Atlantic City, New Jersey, SUA      |                                                                                 |
| Victorie                                                                                     | 46-11-2  | Fred Moore             | KO  | 5 (12)       | 27/07/2007 | Sheraton Miami Mart Hotel, Miami, Florida, SUA                       |                                                                                 |
| Victorie                                                                                     | 45-11-2  | Montell Griffin        | TKO | 11 (12)      | 16/05/2007 | Seminole Hard Rock Hotel and Casino, Hollywood, Florida, SUA         |                                                                                 |
| Înfrângere                                                                                   | 44-11-2  | Clinton Woods          | SD  | 12           | 02/09/2006 | Bolton Arena, Bolton, Greater Manchester, Regatul Unit               | Pentru titlul IBF la semigrea.                                                  |
| Victorie                                                                                     | 44-10-2  | Richard Hall           | UD  | 12           | 24/02/2006 | Seminole Hard Rock Hotel and Casino, Hollywood, Florida, SUA         |                                                                                 |
| Victorie                                                                                     | 43-10-2  | George Khalid Jones    | TKO | 10 (12)      | 30/09/2005 | Cache Creek Casino Resort, Brooks, California, SUA                   | Titlul IBF la semigrea.                                                         |
| Înfrângere                                                                                   | 42-10-2  | Antonio Tarver         | UD  | 12           | 18/06/2005 | FedEx Pentru titlulum, Memphis, Tennessee, SUA                       | A pierdut titlul IBO la semigrea .                                              |
| Victorie                                                                                     | 42-9-2   | Antonio Tarver         | SD  | 12           | 18/12/2004 | Staples Center, Los Angeles, California, SUA                         | A câștigat titlul IBO la semigrea .                                             |
| Victorie                                                                                     | 41-9-2   | Roy Jones Jr.          | KO  | 9 (12)       | 25/09/2004 | FedEx Pentru titlulum, Memphis, Tennessee, SUA                       | Și-a apărat titlu IBF la semigrea . Numit de revista Ring Surpriza Anului 2004. |
| Victorie                                                                                     | 40-9-2   | Clinton Woods          | UD  | 12           | 06/02/2004 | Ponds Pentru titlulge Arena, Sheffield, Yorkshire, Regatul Unit      | A câștigat titlul vacant IBF la semigrea.                                       |
| Egal                                                                                         | 39-9-2   | Clinton Woods          | SD  | 12           | 07/11/2003 | Hillsborough Leisure Centre, Sheffield, Yorkshire, Regatul Unit      | Pentru titlul vacant IBF la semigrea.                                           |
| Victorie                                                                                     | 39-9-1   | Eric Harding           | UD  | 12           | 18/05/2003 | Jimmy's Bronx Cafe, Bronx, New York, SUA                             | A câștigat titlul vacant USBA la semigrea.                                      |
| Egal                                                                                         | 38-9-1   | Daniel Judah           | SD  | 12           | 04/04/2003 | Mohegan Sun Casino, Uncasville, Connecticut, SUA                     |                                                                                 |
| Înfrângere                                                                                   | 38–9     | Julio Cesar Gonzalez   | MD  | 10           | 24/01/2003 | Crowne Plaza, Commerce, California, SUA                              |                                                                                 |
| Înfrângere                                                                                   | 38–8     | Derrick Harmon         | UD  | 10           | 14/04/2002 | Hard Rock Hotel and Casino, Las Vegas, Nevada, SUA                   |                                                                                 |
| Victorie                                                                                     | 38–7     | Thomas Ulrich          | KO  | 6 (12)       | 28/07/2001 | Estrel Convention Center, Neukoelln, Berlin, Germania                | A câștigat titlul WBO Intercontinental semigrea.                                |
| Victorie                                                                                     | 37–7     | Toks Owoh              | TKO | 6 (12)       | 23/09/2000 | York Hall, Bethnal Green, London, Regatul Unit                       | A câștigat titlul IBF Intercontinental supermijlocie.                           |
| Înfrângere                                                                                   | 36–7     | Omar Sheika            | MD  | 10           | 02/06/2000 | Blue Horizon, Philadelphia, Pennsylvania, SUA                        |                                                                                 |
| Înfrângere                                                                                   | 36–6     | Silvio Branco          | UD  | 12           | 15/04/2000 | Padua, Veneto, Italia                                                |                                                                                 |
| Înfrângere                                                                                   | 36–5     | Syd Vanderpool         | UD  | 10           | 28/01/2000 | The Ruins, New Orleans, Louisiana, SUA                               |                                                                                 |
| Înfrângere                                                                                   | 36–4     | Sven Ottke             | UD  | 12           | 27/11/1999 | Philips Halle, Düsseldorf, Nordrhein-Westfalen, Germania             | Pentru titlul IBF la supermijlocie .                                            |
| Victorie                                                                                     | 36–3     | Marcelo Zimmerman      | TKO | 1 (12)       | 16/10/1999 | Oranjestad, Aruba                                                    | Și-a păstrat titlul WBC Continental Americas la supermijlocie.                  |
| Victorie                                                                                     | 35–3     | Augustine Renteria     | TKO | 4 (10)       | 31/07/1999 | Chumash Casino, Santa Ynez, California, SUA                          |                                                                                 |
| Victorie                                                                                     | 34–3     | Troy Watson            | UD  | 12           | 22/04/1999 | Anatole Hotel, Dallas, Texas, SUA                                    | A câștigat titlulWBC Continental Americas supermijlocie .                       |
| Victorie                                                                                     | 33–3     | Armando Campas         | KO  | 6 (10)       | 26/02/1999 | Sho-Ka Reservation, Hopland, California, SUA                         |                                                                                 |
| Înfrângere                                                                                   | 32–3     | Joseph Kiwanuka        | SD  | 10           | 04/08/1998 | The Palace, Auburn Hills, Michigan, SUA                              |                                                                                 |
| Înfrângere                                                                                   | 32–2     | Merqui Sosa            | UD  | 10           | 13/12/1997 | Concord Plaza Expo Center, Northlake, Illinois, SUA                  |                                                                                 |
| Înfrângere                                                                                   | 32–1     | Bernard Hopkins        | TKO | 11 (12)      | 20/07/1997 | Fantasy Springs Casino, Indio, California, SUA                       | Pentru titlul IBF middleweight .                                                |
| Victorie                                                                                     | 32–0     | Dave Hamilton          | TKO | 2 (10)       | 07/06/1997 | Hawthorne Race Course, Cicero, Illinois, SUA                         |                                                                                 |
| Victorie                                                                                     | 31–0     | Sam Garr               | UD  | 10           | 25/02/1997 | Pyramid, Long Beach, California, SUA                                 |                                                                                 |
| Victorie                                                                                     | 30–0     | Ralph Monday           | KO  | 1 (10)       | 06/12/1996 | Miami, Florida, SUA                                                  |                                                                                 |
| Victorie                                                                                     | 29–0     | Stacy Goodson          | KO  | 2 (10)       | 02/11/1996 | Nassau, Bahamas                                                      |                                                                                 |
| Victorie                                                                                     | 28–0     | Jeff Johnson           | TKO | 5 (10)       | 01/10/1996 | Fort Lauderdale, Florida, SUA                                        |                                                                                 |
| Victorie                                                                                     | 27–0     | David McCluskey        | TKO | 3 (?)        | 24/08/1996 | Valdosta, Georgia, SUA                                               |                                                                                 |
| Victorie                                                                                     | 26–0     | Gerald Reed            | PTS | 10           | 29/07/1996 | Hallandale, Florida, SUA                                             |                                                                                 |
| Victorie                                                                                     | 25–0     | Tom Bentley            | TKO | 3 (8)        | 15/06/1996 | Nassau, Bahamas                                                      |                                                                                 |
| Victorie                                                                                     | 24–0     | James Gatlin           | MD  | 6            | 11/06/1996 | Foxwoods Resort, Mashantucket, Connecticut, SUA                      |                                                                                 |
| Victorie                                                                                     | 23–0     | Kenneth Parker         | TKO | 3 (?)        | 02/04/1996 | Atlantis Casino, Cupecoy Bay, Sint Maarten, Antilele Olandeze        |                                                                                 |
| Victorie                                                                                     | 22–0     | Guy StanPentru titluld | TKO | 2 (?)        | 26/03/1996 | Immokalee, Florida, SUA                                              |                                                                                 |
| Victorie                                                                                     | 21–0     | Danny Mitchell         | KO  | 2 (?)        | 24/02/1996 | Miami Beach, Florida, SUA                                            |                                                                                 |
| Victorie                                                                                     | 20–0     | Bill Bradley           | KO  | 1 (?)        | 16/01/1996 | War Memorial Auditorium, Fort Lauderdale, Florida, SUA               |                                                                                 |
| Victorie                                                                                     | 19–0     | Jerome Hill            | TKO | 1 (?)        | 28/11/1995 | Bell Auditoriumm, Augusta, Georgia, SUA                              |                                                                                 |
| Victorie                                                                                     | 18–0     | Melvin Wynn            | TKO | 4 (?)        | 08/09/1995 | Hialeah, Florida, SUA                                                |                                                                                 |
| Victorie                                                                                     | 17–0     | Jesus Carlos Velez     | TKO | 2 (6)        | 22/07/1995 | Miami Beach, Florida, SUA                                            |                                                                                 |
| Victorie                                                                                     | 16–0     | John McClendon         | KO  | 1 (6)        | 27/06/1995 | War Memorial Auditorium, Fort Lauderdale, Florida, SUA               |                                                                                 |
| Victorie                                                                                     | 15–0     | Tyrone Dillard         | KO  | 1 (?)        | 25/03/1995 | Miami Beach, Florida, SUA                                            |                                                                                 |
| Victorie                                                                                     | 14–0     | Carlos Betancourt      | TKO | 1 (?)        | 25/02/1995 | Miami Beach, Florida, SUA                                            |                                                                                 |
| Victorie                                                                                     | 13–0     | Edison Martinez        | KO  | 3 (?)        | 06/02/1995 | West Palm Beach, Florida, SUA                                        |                                                                                 |
| Victorie                                                                                     | 12–0     | Bill Bradley           | UD  | 10           | 16/12/1994 | Miami Beach, Florida, SUA                                            |                                                                                 |
| Victorie                                                                                     | 11–0     | Jesus Carlos Velez     | SD  | 8            | 19/11/1994 | Miami Beach, Florida, SUA                                            |                                                                                 |
| Victorie                                                                                     | 10–0     | Gustavo Gonzalez       | UD  | 6            | 15/10/1994 | Miami Beach, Florida, SUA                                            |                                                                                 |
| Victorie                                                                                     | 9–0      | Joe Harris             | TKO | 4 (?)        | 08/09/1994 | Davie Arena, Davie, Florida, SUA                                     |                                                                                 |
| Victorie                                                                                     | 8–0      | Jesus Carlos Velez     | UD  | 6            | 03/09/1994 | Miami Beach, Florida, SUA                                            |                                                                                 |
| Victorie                                                                                     | 7–0      | Vincent Godbolt        | KO  | 3 (?)        | 05/08/1994 | Miami Beach, Florida, SUA                                            |                                                                                 |
| Victorie                                                                                     | 6–0      | Ralph Monday           | UD  | 4            | 08/04/1994 | Cape Coral, Florida, SUA                                             |                                                                                 |
| Victorie                                                                                     | 5–0      | Dwayne Waldon          | UD  | 6            | 22/10/1993 | Fort Lauderdale, Florida, SUA                                        |                                                                                 |
| Victorie                                                                                     | 4–0      | Anthony Brooks         | MD  | 4            | 30/08/1993 | Fort Lauderdale, Florida, SUA                                        |                                                                                 |
| Victorie                                                                                     | 3–0      | James Mullins          | KO  | 3 (4)        | 26/06/1993 | Newcastle, North Carolina, SUA                                       |                                                                                 |
| Victorie                                                                                     | 2–0      | Jerry Reyes            | KO  | 3 (4)        | 27/03/1993 | George Town, Insulele Cayman                                         |                                                                                 |
| Victorie                                                                                     | 1–0      | Yurek Del Rio          | TKO | 1 (4)        | 19/02/1993 | Airport Hilton, Fort Lauderdale, Florida, SUA                        |                                                                                 |

## Premii
- 2004 USA Today Luptătorul Anului
- 2004 Luptătorul Anului Ring Magazine